# Grevillea venusta
Espèce
Classification phylogénétique
Grevillea venusta  est une espèce de plantes à fleurs de la famille des Proteaceae. C'est un arbuste originaire d'une petite région du centre du Queensland en Australie orientale. 
Il a des feuilles vert brillant et des inflorescences de couleur inhabituelles: vert, or et noirâtre.

## Taxonomie
Il a été décrit par Robert Brown en 1811 après avoir recueilli le spécimen type près de Cape Townsend dans le Queensland en août 1802. [2] L'épithète spécifique est dérivé du latin venusta «charmante, jolie ou gracieuse».

## Description
Grevillea venusta est un arbuste qui peut atteindre 5 m de hauteur et de diamètre. Les rameaux sont brun et velu et les feuilles, d'un vert brillant, font jusqu'à 19 cm de long. Elles peuvent être simple et faire 1 à 2 cm de large, ou fourchues avec deux ou plusieurs lobes. La floraison a lieu de l'automne au printemps, les inflorescences, aux couleurs inusitées, cylindriques font de 5-9 cm de hauteur et apparaissant à l'extrémité des rameaux. Chaque inflorescence est composée de 12 à 20 fleurs individuelles, qui sont vertes à la base, or et pourpre, puis ont des styles noirs couverts de courts poils blancs. Les capsules qui suivent sont verdâtres et mesurent 1,6-1,9 × 0,8 cm².

## Distribution et habitat
Elle est limitée au Queensland central à proximité du parc national Byfield et de Shoalwater Bay et est classée comme vulnérable par le gouvernement australien. Elle pousse sur des sols sableux, sur les crêtes et dans les forêts sèches d'eucalyptus.

## Culture
Elle a été cultivée depuis le début des années 1970 et est adaptée pour une utilisation dans les petits jardins, où elle pousse facilement dans un endroit ensoleillé avec un bon drainage. Elle est résistante au gel et tolère l'humidité. C'est un parent de deux cultivars communss, Grevillea 'Orange Marmalade', après avoir été croisé avec Grevillea glossadenia, et de Grevillea 'Firesprite', après avoir été croisée avec Grevillea longistyla.